# Nassim Boujellab
Nassim Boujellab (Hagen, 20 de junio de 1999) es un futbolista alemán, nacionalizado marroquí, que juega en la demarcación de centrocampista para el TSV Havelse de la 3. Liga.

## Biografía
Tras formarse como futbolista en el FC Iserlohn 46/49, en 2014 se marchó a la disciplina del F. C. Schalke 04. Tras cuatro años en las filas inferiores del club, en 2018 subió al segundo equipo, y tan solo un año después, el 31 de marzo de 2019, subió al primer equipo, haciendo su debut en un partido de la Bundesliga contra el Hannover 96 que finalizó por 0-1 tras sustituir a Suat Serdar en el minuto 79. En julio de 2021 abandonó el club de manera temporal después de ser cedido al F. C. Ingolstadt 04. La cesión se canceló antes de acabar la temporada y en marzo de 2022 se fue al HJK Helsinki todo lo que quedaba de año natural. Regresó a Gelsenkirchen una vez este finalizó y a mediados de 2023 se marchó definitivamente al Arminia Bielefeld, con el que ascendió a la 2. Bundesliga y alcanzó la final de la Copa de Alemania en su segunda campaña. Tras la misma se fue al TSV Havelse.

## Clubes
| Club                         | País      | Año       | Partidos | Goles |
| ---------------------------- | --------- | --------- | -------- | ----- |
| F. C. Schalke 04 II          | Alemania  | 2018-2019 | 28       | 17    |
| F. C. Schalke 04             | Alemania  | 2019-2021 | 34       | 1     |
| F. C. Ingolstadt 04 (cedido) | Alemania  | 2021-2022 | 8        | 0     |
| HJK Helsinki (cedido)        | Finlandia | 2022      | 32       | 1     |
| Arminia Bielefeld            | Alemania  | 2023-2025 | 39       | 1     |
| TSV Havelse                  | Alemania  | 2025-     |          |       |

## Palmarés

### Títulos nacionales
| Título        | Club         | País      | Año  |
| ------------- | ------------ | --------- | ---- |
| Veikkausliiga | HJK Helsinki | Finlandia | 2022 |